# Primera División de Camerún 2021-22
La Primera División de Camerún 2021-22 o MTN Elite 1 2021-22 por motivos de patrocinio, fue la 62° temporada de la Primera División de Camerún, la competición de fútbol de Primera División de Camerún. La temporada comenzó el 16 de marzo de 2022 y terminó el 1 de julio de 2022.
El Coton Sport, vigente campeón, ganó la final del campeonato en los penaltis y consiguió su decimoséptimo título de MTN Elite 1.

## Desarrollo
Antes de la temporada 2021-22, se dio a conocer que la FECAFOOT reincorporaba a los cinco clubes descendidos de la temporada anterior para el nuevo campeonato. Los cinco clubes relegados y finalmente mantenidos son: Union Douala, New Stars, Yafoot FC, Tonnerre Yaoundé y Panthère.
Tras problemas internos en la federación, a mediados de marzo de 2022 comienza el campeonato 2021-2022, con 25 clubes.
El campeonato se divide en dos fases debido a que la fecha límite de inscripción para las competencias continentales está fijada para el 30 de junio de 2022, en la primera fase los equipos se dividen en dos grupos. Los dos primeros del grupo juegan las semifinales, luego los dos ganadores una final para determinar el campeón de Camerún.
Los dos últimos de cada grupo descienden directamente, un play-off define al quinto club descendido.

## Fase de grupos

### Grupo A
| Pos. | Equipo                       | Pts. | PJ | G  | E  | P  | GF | GC | Dif. | Clasificación o descenso       |
| ---- | ---------------------------- | ---- | -- | -- | -- | -- | -- | -- | ---- | ------------------------------ |
| 1    | Les Astres Football Club     | 51   | 24 | 15 | 6  | 3  | 38 | 18 | +20  | Clasificado a la Fase final    |
| 2    | Canon Yaoundé                | 45   | 24 | 13 | 6  | 5  | 34 | 21 | +13  | Clasificado a la Fase final    |
| 3    | Colombe Sportive             | 40   | 24 | 12 | 4  | 8  | 47 | 28 | +19  |                                |
| 4    | Union Douala                 | 39   | 24 | 11 | 6  | 7  | 31 | 24 | +7   |                                |
| 5    | Feutcheu FC                  | 36   | 24 | 9  | 9  | 6  | 29 | 27 | +2   |                                |
| 6    | APEJES Academy               | 35   | 24 | 10 | 5  | 9  | 27 | 30 | −3   |                                |
| 7    | Stade Renard de Melong       | 34   | 24 | 9  | 7  | 8  | 32 | 27 | +5   |                                |
| 8    | AS Fortuna                   | 32   | 24 | 9  | 5  | 10 | 44 | 43 | +1   |                                |
| 9    | Yong Sports Academy          | 29   | 24 | 7  | 8  | 9  | 23 | 27 | −4   |                                |
| 10   | Fauve Azur Elite FC          | 28   | 24 | 6  | 10 | 8  | 37 | 42 | −5   |                                |
| 11   | Panthère Sportive du Ndé FC  | 27   | 24 | 7  | 6  | 11 | 28 | 36 | −8   | Promoción                      |
| 12   | Tonnerre Yaoundé (D)         | 14   | 24 | 4  | 5  | 15 | 17 | 43 | −26  | Relegado a la Segunda División |
| 13   | Racing Club de Bafoussam (D) | 13   | 24 | 2  | 7  | 15 | 20 | 40 | −20  | Relegado a la Segunda División |

 Fuente: Soccerway

### Grupo B
| Pos. | Equipo                 | Pts. | PJ | G  | E  | P  | GF | GC | Dif. | Clasificación o descenso       |
| ---- | ---------------------- | ---- | -- | -- | -- | -- | -- | -- | ---- | ------------------------------ |
| 1    | Eding Sport FC         | 47   | 22 | 14 | 5  | 3  | 29 | 12 | +17  | Clasificado a la Fase final    |
| 2    | Coton Sport de Garoua  | 42   | 22 | 12 | 6  | 4  | 37 | 14 | +23  | Clasificado a la Fase final    |
| 3    | PWD Bamenda            | 33   | 22 | 9  | 6  | 7  | 26 | 22 | +4   |                                |
| 4    | Fovu Baham             | 33   | 22 | 8  | 9  | 5  | 20 | 19 | +1   |                                |
| 5    | Bamboutos FC           | 32   | 22 | 8  | 8  | 6  | 24 | 21 | +3   |                                |
| 6    | UMS de Loum            | 31   | 22 | 7  | 10 | 5  | 24 | 19 | +5   |                                |
| 7    | Avion Academy FC Nkam  | 27   | 22 | 6  | 9  | 7  | 20 | 21 | −1   |                                |
| 8    | Dragon Yaoundé         | 23   | 22 | 6  | 5  | 11 | 25 | 35 | −10  |                                |
| 9    | Renaissance de Ngoumou | 23   | 22 | 6  | 5  | 11 | 20 | 30 | −10  |                                |
| 10   | Yafoot FC              | 22   | 22 | 5  | 7  | 10 | 21 | 25 | −4   | Promoción                      |
| 11   | OFTA de Kribi (D)      | 19   | 22 | 3  | 10 | 9  | 16 | 33 | −17  | Relegado a la Segunda División |
| 12   | New Star FC (D)        | 18   | 21 | 5  | 6  | 10 | 17 | 29 | −12  | Relegado a la Segunda División |

 Fuente: Soccerway

## Promoción
El 11° del Grupo A, Panthère Sportive du Ndé FC, y el 10° del Grupo B, Yafoot FC, se enfrentan para determinar el quinto club relegado. Fue Panthère Sportive du Ndé FC quien ganó el partido 1-0 y se mantuvo en la primera división.
| Equipo 1                    | Resultado | Equipo 2  |
| --------------------------- | --------- | --------- |
| Panthère Sportive du Ndé FC | 1−0       | Yafoot FC |

## Fase final
|  | Semifinales              | Semifinales           |                |       | Final | Final |
|  |                          |                       |                |       |       |       |
|  |                          |                       |                |       |       |       |
|  |                          |                       |                |       |       |       |
|  | Eding Sport FC           | 0 (8)                 |                |       |       |       |
|  | Eding Sport FC           | 0 (8)                 |                |       |       |       |
|  | Canon Yaoundé            | 0 (7)                 |                |       |       |       |
|  | Canon Yaoundé            | 0 (7)                 | Eding Sport FC | 1 (2) |       |       |
|  |                          |                       | Eding Sport FC | 1 (2) |       |       |
|  |                          | Coton Sport de Garoua | 1 (3)          |       |       |       |
|  | Les Astres Football Club | Coton Sport de Garoua | 1 (3)          | 0     |       |       |
|  | Les Astres Football Club |                       |                | 0     |       |       |
|  | Coton Sport de Garoua    | 2                     |                |       |       |       |
|  | Coton Sport de Garoua    | 2                     |                |       |       |       |

## Final
|                                   |
| Campeón                           |
| Coton Sport de Garoua 17.° título |